# Quatrième circonscription d'Ille-et-Vilaine
La quatrième circonscription d'Ille-et-Vilaine est l'une des huit circonscriptions législatives françaises que compte le département d'Ille-et-Vilaine situé en région Bretagne.

## La circonscription de 1958 à 1986

### Description géographique
Dans le découpage électoral de 1958, la quatrième circonscription d'Ille-et-Vilaine était celle de « Redon ». Le département comptait alors six circonscriptions.
Elle était composée des cantons suivants :
- Canton de Bain-de-Bretagne
- Canton de Grand-Fougeray
- Canton de Guichen
- Canton de Maure-de-Bretagne
- Canton de Pipriac
- Canton de Plélan-le-Grand
- Canton de Redon
- Canton du Sel-de-Bretagne.

### Historique des députations
| Législature | Début de mandat | Fin de mandat  | Député           | Parti politique      | Observations |
| ----------- | --------------- | -------------- | ---------------- | -------------------- | --- |
| Ire         | 9 décembre 1958 | 9 octobre 1962 | Isidore Renouard | Entente démocratique | Mandat écourté à la suite d'une dissolution parlementaire décidée par Charles de Gaulle.                                                                       |
| IIe         | 6 décembre 1962 | 2 avril 1967   | Isidore Renouard | RI                   | |
| IIIe        | 3 avril 1967    | 30 mai 1968    | Isidore Renouard | RI                   | Mandat écourté à la suite d'une dissolution parlementaire décidée par Charles de Gaulle.                                                                       |
| IVe         | 11 juillet 1968 | 1er avril 1973 | Isidore Renouard | RI                   | |
| Ve          | 2 avril 1973    | 2 avril 1978   | Isidore Renouard | RI                   | En raison de son décès le 18 avril 1975, remplacé par Édouard Simon (RI).                                                                                      |
| VIe         | 3 avril 1978    | 22 mai 1981    | Alain Madelin    | UDF                  | Mandat écourté à la suite d'une dissolution parlementaire décidée par François Mitterrand.                                                                     |
| VIIe        | 2 juillet 1981  | 1er avril 1986 | Alain Madelin    | UDF                  | |
| VIIIe       | 2 avril 1986    | 14 mai 1988    | Aucun            | Aucun                | Proportionnelle par département, pas de député par circonscription. Mandat écourté à la suite d'une dissolution parlementaire décidée par François Mitterrand. |

### Historique des élections

#### Élections de 1958
|                       | Isidore Renouard élu | Modérés        | 19 925 | 52,60  |  |  |  |
|                       | Henri Dorgères       | Extrême droite | 8 560  | 22,60  |  |  |  |
|                       | Joseph de Sonis      | UNR            | 6 402  | 16,90  |  |  |  |
|                       | Georges Brillant     | PCF            | 2 989  | 7,89   |  |  |  |
|                       |                      |                |        |        |  |  |  |
| Inscrits              | Inscrits             | Inscrits       | 50 852 | 100,00 |  |  |  |
| Abstentions           | Abstentions          | Abstentions    | 12 149 | 23,89  |  |  |  |
| Votants               | Votants              | Votants        | 38 703 | 76,11  |  |  |  |
| Blancs et nuls        | Blancs et nuls       | Blancs et nuls | 827    | 2,14   |  |  |  |
| Exprimés              | Exprimés             | Exprimés       | 37 876 | 97,86  |  |  |  |
| Source : Data.gouv.fr |                      |                |        |        |  |  |  |

Le suppléant d'Isidore Renouard était Pierre Reboux, cultivateur aux Brulais.

#### Élections de 1962
|                       | Isidore Renouard sortant réélu | RI                        | 20 210 | 65,13  |  |  |  |
|                       | Joseph de Sonis                | Divers droite (Gaulliste) | 6 561  | 21,14  |  |  |  |
|                       | Marcel Dubois                  | PCF                       | 2 064  | 6,65   |  |  |  |
|                       | Albert Vibert                  | SFIO                      | 1 514  | 4,88   |  |  |  |
|                       | Jean Gacon                     | Divers                    | 680    | 2,19   |  |  |  |
|                       |                                |                           |        |        |  |  |  |
| Inscrits              | Inscrits                       | Inscrits                  | 49 560 | 100,00 |  |  |  |
| Abstentions           | Abstentions                    | Abstentions               | 17 790 | 35,9   |  |  |  |
| Votants               | Votants                        | Votants                   | 31 770 | 64,1   |  |  |  |
| Blancs et nuls        | Blancs et nuls                 | Blancs et nuls            | 741    | 2,33   |  |  |  |
| Exprimés              | Exprimés                       | Exprimés                  | 31 029 | 97,67  |  |  |  |
| Source : Data.gouv.fr |                                |                           |        |        |  |  |  |

Le suppléant d'Isidore Renouard était Pierre Reboux.

#### Élections de 1967
|                       | Isidore Renouard sortant réélu | RI             | 22 712 | 58,64  |  |  |  |
|                       | Jean-Baptiste Lelièvre         | CD (PDM)       | 8 723  | 22,52  |  |  |  |
|                       | Jean Reffait                   | CIR (FGDS)     | 4 264  | 11,01  |  |  |  |
|                       | Marcel Dubois                  | PCF            | 3 031  | 7,82   |  |  |  |
|                       |                                |                |        |        |  |  |  |
| Inscrits              | Inscrits                       | Inscrits       | 48 734 | 100,00 |  |  |  |
| Abstentions           | Abstentions                    | Abstentions    | 9 322  | 19,13  |  |  |  |
| Votants               | Votants                        | Votants        | 39 412 | 80,87  |  |  |  |
| Blancs et nuls        | Blancs et nuls                 | Blancs et nuls | 682    | 1,73   |  |  |  |
| Exprimés              | Exprimés                       | Exprimés       | 38 730 | 98,27  |  |  |  |
| Source : Data.gouv.fr |                                |                |        |        |  |  |  |

Le suppléant d'Isidore Renouard était Édouard Simon, maire de Lieuron.

#### Élections de 1968
|                       | Isidore Renouard sortant réélu | RI (URP)       | 29 280 | 77,20  |  |  |  |
|                       | Jean Reffait                   | CIR (FGDS)     | 3 856  | 10,17  |  |  |  |
|                       | Marcel Dubois                  | PCF            | 2 916  | 7,69   |  |  |  |
|                       | Félix Mauger                   | PSU            | 1 873  | 4,94   |  |  |  |
|                       |                                |                |        |        |  |  |  |
| Inscrits              | Inscrits                       | Inscrits       | 48 451 | 100,00 |  |  |  |
| Abstentions           | Abstentions                    | Abstentions    | 9 724  | 20,07  |  |  |  |
| Votants               | Votants                        | Votants        | 38 727 | 79,93  |  |  |  |
| Blancs et nuls        | Blancs et nuls                 | Blancs et nuls | 802    | 2,07   |  |  |  |
| Exprimés              | Exprimés                       | Exprimés       | 37 925 | 97,93  |  |  |  |
| Source : Data.gouv.fr |                                |                |        |        |  |  |  |

Le suppléant d'Isidore Renouard était Édouard Simon.

#### Élections de 1973
| Candidat              | Candidat                       | Parti                      | Premier tour | Premier tour | Second tour | Second tour |  |
| Candidat              | Candidat                       | Parti                      | Voix         | %            | Voix        | %           |  |
| --------------------- | ------------------------------ | -------------------------- | ------------ | ------------ | ----------- | ----------- |  |
|                       | Isidore Renouard sortant réélu | RI (URP)                   | 18 419       | 46,28        | 20 212      | 63,41       |  |
|                       | Gaël du Halgouët               | Divers droite (Maj. prés.) | 8 983        | 22,57        | 11 662      | 36,59       |  |
|                       | Michel Girault                 | Divers gauche (UGSD)       | 3 890        | 9,77         |             |             |  |
|                       | Marcel Dubois                  | PCF                        | 3 819        | 9,59         |             |             |  |
|                       | Robert Panhaleux               | MR                         | 2 456        | 6,17         |             |             |  |
|                       | Pierrig Guérinel               | SAV                        | 1 197        | 3,01         |             |             |  |
|                       | Liliane Allain                 | LO                         | 1 033        | 2,59         |             |             |  |
|                       |                                |                            |              |              |             |             |  |
| Inscrits              | Inscrits                       | Inscrits                   | 49 878       | 100,00       | 49 871      | 100,00      |  |
| Abstentions           | Abstentions                    | Abstentions                | 9 360        | 18,77        | 14 585      | 29,25       |  |
| Votants               | Votants                        | Votants                    | 40 518       | 81,23        | 35 286      | 70,75       |  |
| Blancs et nuls        | Blancs et nuls                 | Blancs et nuls             | 721          | 1,78         | 3 412       | 9,67        |  |
| Exprimés              | Exprimés                       | Exprimés                   | 39 797       | 98,22        | 31 874      | 90,33       |  |
| Source : Data.gouv.fr |                                |                            |              |              |             |             |  |

Le suppléant d'Isidore Renouard était Édouard Simon. Édouard Simon remplaça Isidore Renouard, décédé, du 19 avril 1975 au 2 avril 1978.

#### Élections de 1978
| Candidat       | Candidat               | Parti          | Premier tour | Premier tour | Second tour | Second tour |  |
| Candidat       | Candidat               | Parti          | Voix         | %            | Voix        | %           |  |
| -------------- | ---------------------- | -------------- | ------------ | ------------ | ----------- | ----------- |  |
|                | Alain Madelin élu      | UDF (PR)       | 15 375       | 33,49        | 30 123      | 66,00       |  |
|                | Jean-Baptiste Lelièvre | UDF (CDS)      | 8 418        | 18,34        | Retrait     | Retrait     |  |
|                | Pierre Bourges         | PS             | 8 336        | 18,16        | 15 515      | 33,99       |  |
|                | Yvonne Renouard        | Divers droite  | 5 331        | 11,61        |             |             |  |
|                | Marcel Dubois          | PCF            | 4 096        | 8,92         |             |             |  |
|                | René Chesnais          | Sans étiquette | 3 279        | 7,14         |             |             |  |
|                | Gérard Grugier         | LO             | 1 065        | 2,32         |             |             |  |
|                | Hervé Le Pouriel       | Divers droite  | 4            | 0,01         |             |             |  |
|                |                        |                |              |              |             |             |  |
| Inscrits       | Inscrits               | Inscrits       | 55 586       | 100,00       | 55 580      | 100,00      |  |
| Abstentions    | Abstentions            | Abstentions    | 8 846        | 15,91        | 9 021       | 16,23       |  |
| Votants        | Votants                | Votants        | 46 740       | 84,09        | 46 559      | 83,77       |  |
| Blancs et nuls | Blancs et nuls         | Blancs et nuls | 836          | 1,79         | 921         | 1,98        |  |
| Exprimés       | Exprimés               | Exprimés       | 45 904       | 98,21        | 45 638      | 98,02       |  |

Le suppléant d'Alain Madelin était Édouard Simon, député sortant.

#### Élections de 1981
| Candidat       | Candidat                    | Parti          | Premier tour | Premier tour | Second tour | Second tour |  |
| Candidat       | Candidat                    | Parti          | Voix         | %            | Voix        | %           |  |
| -------------- | --------------------------- | -------------- | ------------ | ------------ | ----------- | ----------- |  |
|                | Alain Madelin sortant réélu | UDF (PR)       | 16 810       | 41,70        | 23 269      | 53,70       |  |
|                | Pierre Bourges              | PS             | 13 450       | 33,37        | 20 062      | 46,30       |  |
|                | Constant Hubert             | CNIP           | 7 912        | 19,63        | Retrait     | Retrait     |  |
|                | Marc Garreau                | PCF            | 2 134        | 5,29         |             |             |  |
|                |                             |                |              |              |             |             |  |
| Inscrits       | Inscrits                    | Inscrits       | 57 597       | 100,00       | 57 592      | 100,00      |  |
| Abstentions    | Abstentions                 | Abstentions    | 16 817       | 29,2         | 13 532      | 23,5        |  |
| Votants        | Votants                     | Votants        | 40 780       | 70,8         | 44 060      | 76,5        |  |
| Blancs et nuls | Blancs et nuls              | Blancs et nuls | 474          | 1,16         | 729         | 1,65        |  |
| Exprimés       | Exprimés                    | Exprimés       | 40 306       | 98,84        | 43 331      | 98,35       |  |

Le suppléant d'Alain Madelin était Jean Poilly, chef de chantier, maire adjoint de Laillé.

## La circonscription de 1986 à 2010

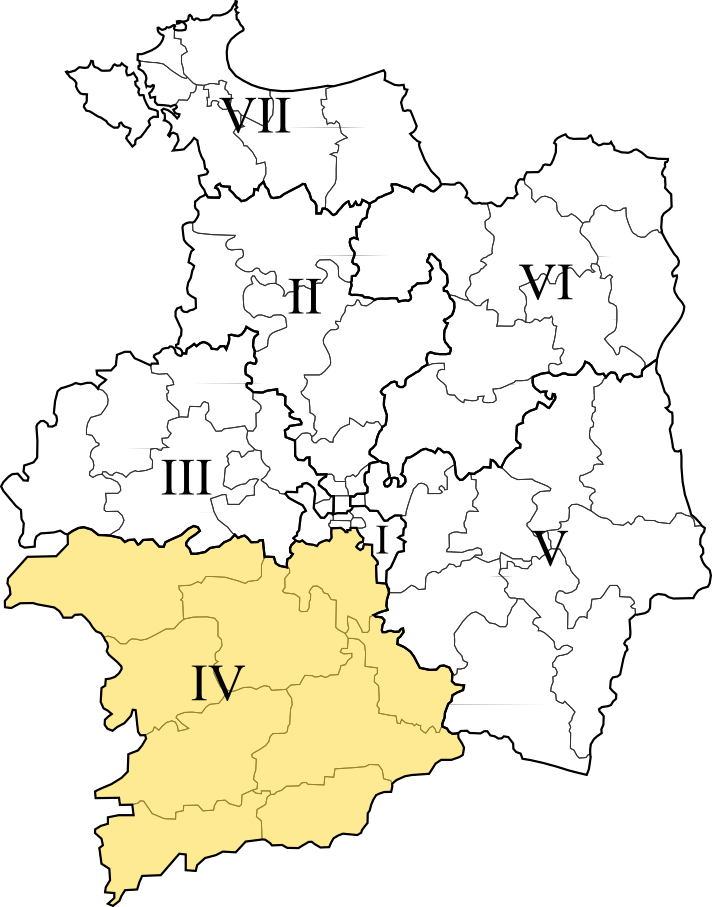
Localisation de la quatrième circonscription d'Ille-et-Vilaine de 1986 à 2010.

### Description géographique et démographique
Dans le découpage électoral de la loi no 86-1197 du 24 novembre 1986
, la circonscription gagne le canton de Bruz et regroupe donc les cantons suivants : 
- Canton de Bain-de-Bretagne
- Canton de Bruz
- Canton de Grand-Fougeray
- Canton de Guichen
- Canton de Maure-de-Bretagne
- Canton de Pipriac
- Canton de Plélan-le-Grand
- Canton de Redon
- Canton du Sel-de-Bretagne.

D'après le recensement général de la population en 1999, réalisé par l'Institut national de la statistique et des études économiques (INSEE), la population totale de cette circonscription est estimée à 129671 habitants,
ce qui fait que la circonscription est sous-représentée par rapport à la moyenne nationale (voir la carte de représentativité des circonscriptions législatives françaises), la représentativité théorique par circonscription étant de 105 600 habitants.

### Historique des députations
| Législature | Début de mandat | Fin de mandat  | Député           | Parti politique | Observations |
| ----------- | --------------- | -------------- | ---------------- | --------------- | --- |
| IXe         | 23 juin 1988    | 1er avril 1993 | Alain Madelin    | UDF-PR          | |
| Xe          | 2 avril 1993    | 21 avril 1997  | Alain Madelin    | UDF-PR          | Remplacé du 2 mai 1993 au 2 septembre 1995 par Jean-Gilles Berthommier (UDF) à la suite de sa nomination au gouvernement. Réélu le 8 octobre 1995 à la suite d'une élection partielle. Mandat écourté à la suite d'une dissolution parlementaire décidée par Jacques Chirac. |
| XIe         | 12 juin 1997    | 18 juin 2002   | Alain Madelin    | UDF             | |
| XIIe        | 19 juin 2002    | 19 juin 2007   | Alain Madelin,   | UMP,            | |
| XIIIe       | 20 juin 2007    | 19 juin 2012   | Jean-René Marsac | PS              | |

### Historique des élections

#### Élections de 1986
Résultats dans la circonscription (découpage 1988) de l'élection proportionnelle départementale.
|            | Pierre Méhaignerie | UDF (CDS - PR) | 19 859 | 44,54  |  |  |  |  |
|            | Edmond Hervé       | PS             | 14 400 | 32,30  |  |  |  |  |
|            | Michel Cointat     | RPR            | 5 134  | 11,51  |  |  |  |  |
|            | Jean Clerc         | FN             | 1 849  | 4,14   |  |  |  |  |
|            | Christian Benoist  | PCF            | 1 542  | 3,45   |  |  |  |  |
|            | Raymond Madec      | LO             | 714    | 1,60   |  |  |  |  |
|            | Louis Chopier      | DVG            | 421    | 0,94   |  |  |  |  |
|            | Pierre Priet       | MPPT           | 257    | 0,57   |  |  |  |  |
|            | Gilles Roux        | I86            | 220    | 0,49   |  |  |  |  |
|            | Arlette Tardif     | MRG            | 181    | 0,40   |  |  |  |  |
|            |                    |                |        |        |  |  |  |  |
| Inscrits   | Inscrits           | Inscrits       | 76 017 | 100,00 |  |  |  |  |
| Abstention | Abstention         | Abstention     | 15 405 | 20,26  |  |  |  |  |
| Votants    | Votants            | Votants        | 60 612 | 79,73  |  |  |  |  |
| Exprimés   | Exprimés           | Exprimés       | 56 932 | 74,89  |  |  |  |  |

#### Élections de 1988
|                | Alain Madelin sortant réélu | UDF (PR) (URC) | 30 321 | 55,60  |  |  |  |
|                | Pierre Bourges              | PS             | 19 802 | 36,31  |  |  |  |
|                | André Chériaux              | PCF            | 2 216  | 4,06   |  |  |  |
|                | Marcel Soulaine             | FN             | 2 189  | 4,01   |  |  |  |
|                |                             |                |        |        |  |  |  |
| Inscrits       | Inscrits                    | Inscrits       | 78 267 | 100,00 |  |  |  |
| Abstentions    | Abstentions                 | Abstentions    | 23 026 | 29,42  |  |  |  |
| Votants        | Votants                     | Votants        | 55 241 | 70,58  |  |  |  |
| Blancs et nuls | Blancs et nuls              | Blancs et nuls | 713    | 1,29   |  |  |  |
| Exprimés       | Exprimés                    | Exprimés       | 54 528 | 98,71  |  |  |  |

Le suppléant d'Alain Madelin était Jean-Gilles Berthommier, professeur, maire de Saint-Erblon.

#### Élections de 1993
|                               | Alain Madelin sortant réélu | UDF (PR)       | 33 538 | 58,58  |  |  |  |
|                               | Jean-René Marsac            | PS (ADFP)      | 8 722  | 15,23  |  |  |  |
|                               | Philippe Violanti           | GÉ (EÉ)        | 5 388  | 9,41   |  |  |  |
|                               | Thierry Benoist             | FN             | 4 310  | 7,52   |  |  |  |
|                               | André Chériaux              | PCF            | 3 015  | 5,26   |  |  |  |
|                               | Thierry Strube              | LT-LNÉ         | 1 856  | 3,24   |  |  |  |
|                               | Philippe Corbin             | PLN            | 1 197  | 2,43   |  |  |  |
|                               |                             |                |        |        |  |  |  |
| Inscrits                      | Inscrits                    | Inscrits       | 84 266 | 100,00 |  |  |  |
| Abstentions                   | Abstentions                 | Abstentions    | 24 027 | 28,51  |  |  |  |
| Votants                       | Votants                     | Votants        | 60 239 | 71,49  |  |  |  |
| Blancs et nuls                | Blancs et nuls              | Blancs et nuls | 2 995  | 4,97   |  |  |  |
| Exprimés                      | Exprimés                    | Exprimés       | 57 244 | 95,03  |  |  |  |
| Source : Data.gouv et CEVIPOF |                             |                |        |        |  |  |  |

Le suppléant d'Alain Madelin était Jean-Gilles Berthommier. Jean-Gilles Berthommier remplaça Alain Madelin, nommé membre du gouvernement, du 2 mai 1993 au 2 septembre 1995.

#### Élection partielle de 1995
Démission de Jean-Gilles Berthommier.
|                | Alain Madelin sortant réélu | UDF (PR)       | 22 345 | 61,10  |  |  |  |
|                | François Gérard             | PS             | 7 733  | 21,14  |  |  |  |
|                | Thierry Benoist             | FN             | 2 173  | 5,94   |  |  |  |
|                | André Chériaux              | PCF            | 1 868  | 5,11   |  |  |  |
|                | Émile Granville             | Divers gauche  | 1 396  | 3,82   |  |  |  |
|                | Jean-Pierre Gaudin          | LO             | 1 059  | 2,89   |  |  |  |
|                |                             |                |        |        |  |  |  |
| Inscrits       | Inscrits                    | Inscrits       | 87 482 | 100,00 |  |  |  |
| Abstentions    | Abstentions                 | Abstentions    | 49 852 | 56,99  |  |  |  |
| Votants        | Votants                     | Votants        | 37 630 | 43,01  |  |  |  |
| Blancs et nuls | Blancs et nuls              | Blancs et nuls | 1 056  | 2,81   |  |  |  |
| Exprimés       | Exprimés                    | Exprimés       | 36 574 | 97,19  |  |  |  |

Le suppléant d'Alain Madelin était Jean-Gilles Berthommier.

#### Élections de 1997
| Candidat                     | Candidat                    | Parti          | Premier tour | Premier tour | Second tour | Second tour |  |
| Candidat                     | Candidat                    | Parti          | Voix         | %            | Voix        | %           |  |
| ---------------------------- | --------------------------- | -------------- | ------------ | ------------ | ----------- | ----------- |  |
|                              | Alain Madelin sortant réélu | UDF (PR)       | 27 281       | 46,80        | 32 659      | 55,15       |  |
|                              | Simone Bourges              | PS             | 14 355       | 24,62        | 26 564      | 44,85       |  |
|                              | Hubert Langlois             | FN             | 4 084        | 7,01         |             |             |  |
|                              | Jean-Louis Frostin          | PCF            | 2 999        | 5,14         |             |             |  |
|                              | Jean Hervé                  | Les Verts      | 2 490        | 4,27         |             |             |  |
|                              | Danielle Stenger            | LO             | 2 180        | 3,74         |             |             |  |
|                              | Émile Granville             | UDB            | 1 359        | 2,33         |             |             |  |
|                              | Paul Renaud                 | GÉ             | 1 285        | 2,20         |             |             |  |
|                              | Véronique Robine            | MPF (LDI)      | 1 019        | 1,75         |             |             |  |
|                              | Serge Fourchon              | LT-LNÉ         | 668          | 1,15         |             |             |  |
|                              | Éric Quémener               | Divers gauche  | 459          | 0,79         |             |             |  |
|                              | Philippe Corbin             | PLN            | 116          | 0,20         |             |             |  |
|                              | Anne-Sophie Guibert         | Divers         | 3            | 0,01         |             |             |  |
|                              |                             |                |              |              |             |             |  |
| Inscrits                     | Inscrits                    | Inscrits       | 87 607       | 100,00       | 87 599      | 100,00      |  |
| Abstentions                  | Abstentions                 | Abstentions    | 26 534       | 30,29        | 25 775      | 29,42       |  |
| Votants                      | Votants                     | Votants        | 61 073       | 69,71        | 61 824      | 70,58       |  |
| Blancs et nuls               | Blancs et nuls              | Blancs et nuls | 2 775        | 4,54         | 2 601       | 4,21        |  |
| Exprimés                     | Exprimés                    | Exprimés       | 58 298       | 95,46        | 59 223      | 95,79       |  |
| Source : Assemblée nationale |                             |                |              |              |             |             |  |

Le suppléant d'Alain Madelin était Jean-Gilles Berthommier.

#### Élections de 2002
| Candidat       | Candidat                    | Parti             | Premier tour | Premier tour | Second tour | Second tour |  |
| Candidat       | Candidat                    | Parti             | Voix         | %            | Voix        | %           |  |
| -------------- | --------------------------- | ----------------- | ------------ | ------------ | ----------- | ----------- |  |
|                | Alain Madelin sortant réélu | UMP (DL)          | 20 792       | 32,78        | 29 567      | 50,62       |  |
|                | Monique Pussat-Marsac       | PS                | 18 081       | 28,51        | 28 842      | 49,38       |  |
|                | Olivier Berthommier         | Divers droite     | 10 595       | 16,70        |             |             |  |
|                | Christian Ressort           | FN                | 4 153        | 6,55         |             |             |  |
|                | Michel Leclercq             | Les Verts         | 2 521        | 3,97         |             |             |  |
|                | Émile Granville             | UDB               | 1 379        | 2,17         |             |             |  |
|                | Danielle Stenger            | LO                | 1 340        | 2,11         |             |             |  |
|                | Michel Demolder             | PCF               | 1 229        | 1,94         |             |             |  |
|                | Laurence Blanchet           | CPNT              | 1 005        | 1,58         |             |             |  |
|                | Marie-Agnès Lorandel        | Cap21             | 807          | 1,27         |             |             |  |
|                | Serge Fourchon              | Divers écologiste | 713          | 1,12         |             |             |  |
|                | Sylvain Averty              | MNR               | 558          | 0,88         |             |             |  |
|                | André Grussenmeyer          | GÉ                | 257          | 0,41         |             |             |  |
|                |                             |                   |              |              |             |             |  |
| Inscrits       | Inscrits                    | Inscrits          | 98 887       | 100,00       | 98 881      | 100,00      |  |
| Abstentions    | Abstentions                 | Abstentions       | 34 201       | 34,59        | 38 180      | 38,61       |  |
| Votants        | Votants                     | Votants           | 64 686       | 65,41        | 60 701      | 61,39       |  |
| Blancs et nuls | Blancs et nuls              | Blancs et nuls    | 1 256        | 1,94         | 2 292       | 3,78        |  |
| Exprimés       | Exprimés                    | Exprimés          | 63 430       | 98,06        | 58 409      | 96,22       |  |

La suppléante d'Alain Madelin était Maryvonne Gainche, chimiste, adjointe au maire de Bruz, conseillère générale du canton de Bruz.

#### Élections de 2007
| Candidat       | Candidat              | Parti             | Premier tour | Premier tour | Second tour | Second tour |  |
| Candidat       | Candidat              | Parti             | Voix         | %            | Voix        | %           |  |
| -------------- | --------------------- | ----------------- | ------------ | ------------ | ----------- | ----------- |  |
|                | Loïc Aubin            | UMP               | 25 357       | 38,16        | 31 117      | 47,08       |  |
|                | Jean-René Marsac élu  | PS                | 21 062       | 31,70        | 34 983      | 52,92       |  |
|                | Philippe Cantin       | UDF–MoDem         | 7 326        | 11,02        |             |             |  |
|                | Christian Delacroix   | Les Verts         | 2 905        | 4,37         |             |             |  |
|                | Gwennola Ermel        | LCR               | 1 965        | 2,96         |             |             |  |
|                | Claude Jouault        | FN                | 1 861        | 2,80         |             |             |  |
|                | Jeanne Larue          | PRG               | 995          | 1,50         |             |             |  |
|                | Soizig de la Guérande | MPF               | 933          | 1,40         |             |             |  |
|                | Daniel Rey            | CPNT              | 860          | 1,29         |             |             |  |
|                | Émile Granville       | PB                | 847          | 1,27         |             |             |  |
|                | Wilfrid Lunel         | PCF               | 824          | 1,24         |             |             |  |
|                | Fabrice Lucas         | LO                | 773          | 1,16         |             |             |  |
|                | Jean-Luc Valentin     | Divers écologiste | 742          | 1,12         |             |             |  |
|                |                       |                   |              |              |             |             |  |
| Inscrits       | Inscrits              | Inscrits          | 109 624      | 100,00       | 109 621     | 100,00      |  |
| Abstentions    | Abstentions           | Abstentions       | 41 830       | 38,16        | 42 000      | 38,31       |  |
| Votants        | Votants               | Votants           | 67 794       | 61,84        | 67 621      | 61,69       |  |
| Blancs et nuls | Blancs et nuls        | Blancs et nuls    | 1 344        | 1,98         | 1 521       | 2,25        |  |
| Exprimés       | Exprimés              | Exprimés          | 66 450       | 98,02        | 66 100      | 97,75       |  |

La suppléante de Jean-René Marsac était Rozenn Geffroy, attachée territoriale, conseillère générale du canton de Plélan-le-Grand.

## La circonscription depuis 2010

Localisation de la circonscription dans le département depuis 2010.

### Description géographique
À la suite du redécoupage des circonscriptions législatives françaises de 2010, induit par l'ordonnance n° 2009-935 du 29 juillet 2009, ratifiée par le Parlement français le 21 janvier 2010, la quatrième circonscription d'Ille-et-Vilaine perd le canton de Bruz et regroupe donc les divisions administratives suivantes :
- Canton de Bain-de-Bretagne
- Canton de Grand-Fougeray
- Canton de Guichen
- Canton de Maure-de-Bretagne
- Canton de Pipriac
- Canton de Plélan-le-Grand
- Canton de Redon
- Canton du Sel-de-Bretagne.

### Historique des députations
| Législature | Début de mandat | Fin de mandat | Député           | Parti politique | Observations                                                                           |
| ----------- | --------------- | ------------- | ---------------- | --------------- | -------------------------------------------------------------------------------------- |
| XIVe        | 20 juin 2012    | 20 juin 2017  | Jean-René Marsac | PS              |                                                                                        |
| XVe         | 21 juin 2017    | 21 juin 2022  | Gaël Le Bohec    | LREM            |                                                                                        |
| XVIe        | 22 juin 2022    | 9 juin 2024   | Mathilde Hignet  | LFI (NUPES)     | Mandat écourté à la suite d'une dissolution parlementaire décidée par Emmanuel Macron. |
| XVIIe       | 8 juillet 2024  | En cours      | Mathilde Hignet  | LFI (NFP)       |                                                                                        |

### Historique des élections

#### Élections de 2012
| Candidat       | Candidat                       | Parti            | Premier tour | Premier tour | Second tour | Second tour |  |
| Candidat       | Candidat                       | Parti            | Voix         | %            | Voix        | %           |  |
| -------------- | ------------------------------ | ---------------- | ------------ | ------------ | ----------- | ----------- |  |
|                | Jean-René Marsac sortant réélu | PS               | 23 128       | 47,69        | 28 092      | 62,30       |  |
|                | Dominique Julaud               | AC (NC, UMP)     | 11 627       | 23,97        | 16 996      | 37,70       |  |
|                | Christian Ressort              | FN (RBM)         | 6 394        | 13,18        |             |             |  |
|                | Michèle Gillet                 | GU (FG) (PCF)    | 2 450        | 5,05         |             |             |  |
|                | Eloïse Cordier                 | BPSB (UDB, EÉLV) | 2 161        | 4,46         |             |             |  |
|                | Véronique Wester-Ouisse        | DLR              | 1 905        | 3,93         |             |             |  |
|                | Gwennola Ermel                 | NPA              | 447          | 0,92         |             |             |  |
|                | Sandra Chirazi                 | LO               | 388          | 0,80         |             |             |  |
|                |                                |                  |              |              |             |             |  |
| Inscrits       | Inscrits                       | Inscrits         | 85 092       | 100,00       | 85 089      | 100,00      |  |
| Abstentions    | Abstentions                    | Abstentions      | 35 353       | 41,55        | 38 478      | 45,22       |  |
| Votants        | Votants                        | Votants          | 49 739       | 58,45        | 46 611      | 54,78       |  |
| Blancs et nuls | Blancs et nuls                 | Blancs et nuls   | 1 239        | 2,49         | 1 523       | 3,27        |  |
| Exprimés       | Exprimés                       | Exprimés         | 48 500       | 97,51        | 45 088      | 96,73       |  |

La suppléante de Jean-René Marsac était Rozenn Geffroy.

#### Élections de 2017
Les élections législatives françaises de 2017 ont eu lieu les dimanches 11 et 18 juin 2017.
|                                                                                 | |                           |                           |                          |                          |
|                                                                                 | | Premier tour 11 juin 2017 | Premier tour 11 juin 2017 | Second tour 18 juin 2017 | Second tour 18 juin 2017 |
|                                                                                 | |                           |                           |                          |                          |
|                                                                                 | | Nombre                    | % des inscrits            | Nombre                   | % des inscrits           |
| Inscrits                                                                        | Inscrits | 90 383                    | 100,00                    | 90 383                   | 100,00                   |
| Abstentions                                                                     | Abstentions | 43 180                    | 47,77                     | 50 699                   | 56,09                    |
| Votants                                                                         | Votants | 47 203                    | 52,23                     | 39 684                   | 43,91                    |
|                                                                                 | |                           | % des votants             |                          | % des votants            |
| Bulletins blancs                                                                | Bulletins blancs | 713                       | 1,51                      | 1 999                    | 5,04                     |
| Bulletins nuls                                                                  | Bulletins nuls | 270                       | 0,57                      | 977                      | 2,46                     |
| Suffrages exprimés                                                              | Suffrages exprimés | 46 220                    | 97,92                     | 36 708                   | 92,50                    |
|                                                                                 | |                           |                           |                          |                          |
| Candidat Étiquette politique (partis et alliances)                              | Candidat Étiquette politique (partis et alliances)                                                                                             | Voix                      | % des exprimés            | Voix                     | % des exprimés           |
|                                                                                 | |                           |                           |                          |                          |
|                                                                                 | Gaël Le Bohec La République en marche | 19 421                    | 42,02                     | 22 667                   | 61,75                    |
|                                                                                 | Marc Martin La France insoumise | 6 314                     | 13,66                     | 14 041                   | 38,25                    |
|                                                                                 | Franck Pichot Parti socialiste | 5 646                     | 12,22                     |                          |                          |
|                                                                                 | Christian Lechevalier Front national | 5 049                     | 10,92                     |                          |                          |
|                                                                                 | Jean-Marc Carreau Les Républicains (Union des démocrates et indépendants)                                                                      | 4 847                     | 10,49                     |                          |                          |
|                                                                                 | Sarah Trichet-Allaire Europe Écologie Les Verts                                                                                                | 1 869                     | 4,04                      |                          |                          |
|                                                                                 | Philippe Bonnin Divers gauche | 932                       | 2,02                      |                          |                          |
|                                                                                 | Nelly Rosais Debout la France | 700                       | 1,51                      |                          |                          |
|                                                                                 | Jocelyne Devriendt Écologiste (Mouvement 100 % - Parti breton - Parti fédéraliste européen - En avant Bretagne -Alliance fédéraliste bretonne) | 506                       | 1,09                      |                          |                          |
|                                                                                 | Sandra Chirazi Lutte ouvrière | 420                       | 0,91                      |                          |                          |
|                                                                                 | Maud Callac Divers (Union populaire républicaine)                                                                                              | 278                       | 0,60                      |                          |                          |
|                                                                                 | Élisabeth Drouin Extrême droite (Parti de la France)                                                                                           | 238                       | 0,51                      |                          |                          |
| Source : Ministère de l'Intérieur - Quatrième circonscription d'Ille-et-Vilaine | |                           |                           |                          |                          |

La suppléante de Gaël Le Bohec était Anne Patault, conseillère municipale de Renac, conseillère régionale et vice-présidente du conseil régional.

#### Élections de 2022
Les élections législatives françaises de 2022 se déroulent les dimanches 12 et 19 juin 2022.
|                                                                                 |                                                                                    |                           |                           |                          |                          |
|                                                                                 |                                                                                    | Premier tour 12 juin 2022 | Premier tour 12 juin 2022 | Second tour 19 juin 2022 | Second tour 19 juin 2022 |
|                                                                                 |                                                                                    |                           |                           |                          |                          |
|                                                                                 |                                                                                    | Nombre                    | % des inscrits            | Nombre                   | % des inscrits           |
| Inscrits                                                                        | Inscrits                                                                           | 95 807                    | 100                       | 95 818                   | 100                      |
| Abstentions                                                                     | Abstentions                                                                        | 47 381                    | 49,45                     | 47 030                   | 49,08                    |
| Votants                                                                         | Votants                                                                            | 48 426                    | 50,55                     | 48 788                   | 50,92                    |
|                                                                                 |                                                                                    |                           | % des votants             |                          | % des votants            |
| Bulletins blancs                                                                | Bulletins blancs                                                                   | 893                       | 1,84                      | 2 261                    | 4,63                     |
| Bulletins nuls                                                                  | Bulletins nuls                                                                     | 401                       | 0,83                      | 1143                     | 2,34                     |
| Suffrages exprimés                                                              | Suffrages exprimés                                                                 | 47 132                    | 97,33                     | 45 384                   | 93,02                    |
|                                                                                 |                                                                                    |                           |                           |                          |                          |
| Candidat Étiquette politique (partis et alliances)                              | Candidat Étiquette politique (partis et alliances)                                 | Voix                      | % des exprimés            | Voix                     | % des exprimés           |
|                                                                                 |                                                                                    |                           |                           |                          |                          |
|                                                                                 | Mathilde Hignet La France insoumise Nouvelle Union populaire écologique et sociale | 15 371                    | 32,61                     | 22 856                   | 50,36                    |
|                                                                                 | Anne Patault Ensemble !                                                            | 14 035                    | 29,78                     | 22 528                   | 49,64                    |
|                                                                                 | Gabriel Orain Rassemblement national                                               | 8 245                     | 17,49                     |                          |                          |
|                                                                                 | Jacques François Les Républicains                                                  | 3 715                     | 7,88                      |                          |                          |
|                                                                                 | Mireille Bleivas Reconquête !                                                      | 1 265                     | 2,68                      |                          |                          |
|                                                                                 | Gil Desmoulin Place Publique                                                       | 1 158                     | 2,46                      |                          |                          |
|                                                                                 | Céline Blateron Union démocratique bretonne                                        | 761                       | 1,61                      |                          |                          |
|                                                                                 | Valérie Oliviéro Debout la France                                                  | 731                       | 1,55                      |                          |                          |
|                                                                                 | Sarah Tetaud Parti animaliste                                                      | 531                       | 1,13                      |                          |                          |
|                                                                                 | Sandra Chirazi Lutte ouvrière                                                      | 483                       | 1,02                      |                          |                          |
|                                                                                 | Jocelyne Devriendt Parti breton                                                    | 461                       | 0,98                      |                          |                          |
|                                                                                 | Ludovic Hautier Parti pirate                                                       | 220                       | 0,47                      |                          |                          |
|                                                                                 | Christian Lohyn Parti communiste révolutionnaire de France                         | 156                       | 0,33                      |                          |                          |
| Source : Ministère de l'Intérieur - Quatrième circonscription d'Ille-et-Vilaine |                                                                                    |                           |                           |                          |                          |

Le suppléant de Mathilde Hignet était Marc Martin, artisan boulanger à Val d'Anast.

#### Élections de 2024
Les élections législatives françaises de 2024 ont eu lieu les dimanches 30 juin 2024 et 7 juillet 2024.
| Candidat                 | Candidat                 | Parti et coalition       | Nuance                   | Premier tour | Premier tour | Second tour | Second tour |
| Candidat                 | Candidat                 | Parti et coalition       | Nuance                   | Voix         | %            | Voix        | %           |
| ------------------------ | ------------------------ | ------------------------ | ------------------------ | ------------ | ------------ | ----------- | ----------- |
|                          | Jacques François         | RN                       | RN                       | 22 275       | 32,30        | 26 671      | 42,43       |
|                          | Mathilde Hignet          | LFI (NFP)                | UG                       | 22 139       | 32,10        | 36 195      | 57,57       |
|                          | Anne Patault             | RE (ENS)                 | ENS                      | 16 595       | 24,06        | Retrait     | Retrait     |
|                          | Jérémy Gilbert           | LR                       | LR                       | 6 103        | 8,85         |             |             |
|                          | Sophie Hubert            | DLF                      | DSV                      | 985          | 1,43         |             |             |
|                          | Sandra Chirazi           | LO                       | EXG                      | 868          | 1,26         |             |             |
|                          |                          |                          |                          |              |              |             |             |
| Votes valides            | Votes valides            | Votes valides            | Votes valides            | 68 965       | 97,23        | 62 866      | 89,50       |
| Votes blancs             | Votes blancs             | Votes blancs             | Votes blancs             | 1 420        | 2,00         | 5 563       | 7,92        |
| Votes nuls               | Votes nuls               | Votes nuls               | Votes nuls               | 543          | 0,77         | 1 814       | 2,58        |
| Total                    | Total                    | Total                    | Total                    | 70 928       | 100          | 70 243      | 100         |
| Abstention               | Abstention               | Abstention               | Abstention               | 26 760       | 27,39        | 27 468      | 28,11       |
| Inscrits / participation | Inscrits / participation | Inscrits / participation | Inscrits / participation | 97 688       | 72,61        | 97 711      | 71,89       |

#### Département d'Ille-et-Vilaine
- La fiche de l'INSEE de cette circonscription : « Tableaux et Analyses de la quatrième circonscription d'Ille-et-Vilaine », sur insee.fr, site de l'Institut national de la statistique et des études économiques (consulté le 10 juin 2007) [PDF]
- « Tous les députés du département d'Ille-et-Vilaine depuis 1789 » [archive du 30 septembre 2007], sur assemblee-nationale.fr, site de l'Assemblée nationale française (consulté le 10 juin 2007)
- « Informations contentieuses sur le département d'Ille-et-Vilaine (Élections législatives de 2002) »(Archive.org • Wikiwix • Archive.is • Google • Que faire ?), sur conseil-constitutionnel.fr, site du Conseil constitutionnel (consulté le 13 juin 2007)

#### Circonscriptions en France
- « Carte des circonscriptions législatives en France », sur assemblee-nationale.fr, site de l'Assemblée nationale française (consulté le 10 juin 2007)
- « Résultats électoraux officiels en France »(Archive.org • Wikiwix • Archive.is • Google • Que faire ?), sur interieur.gouv.fr, site du ministère de l'Intérieur (France) (consulté le 13 juin 2007)
- Description et Atlas des circonscriptions électorales de France sur http://www.atlaspol.com, Atlaspol, site de cartographie géopolitique, consulté le 13 juin 2007.